# وادي أويا
وادي أويا هي منطقة سكنية تقع في إقليم تاجورة.